# العدن (مناخة)

تعديل مصدري - تعديل

العدن هي إحدى قرى عزلة المغارب السفلى بمديرية مناخة التابعة لمحافظة صنعاء، بلغ تعداد سكانها 419 نسمة حسب تعداد اليمن لعام 2004.